# نزهة في هانجن روك (فلم)
نزهة في هانجن روك (بالإنجليزية: Picnic at Hanging Rock) فيلم غموض أسترالي لعام 1975 من إنتاج هال وجيم ماكلروي، وإخراج بيتر وير، وبطولة راشيل روبرتس، ودومينيك جارد، وهيلين مورس. اقتبس كليف جرين الفيلم من رواية عام 1967 التي تحمل نفس الاسم من تأليف جوان ليندسي. القصة غامضة بشأن ما إذا كانت الأحداث قد وقعت بالفعل؛ ومع ذلك، فإن القصة خيالية بالكامل. القصة عن اختفاء العديد من طالبات المدارس ومعلمتهن أثناء نزهة في منطقة «هانجن روك Hanging Rock» (منطقة تكوين جيولوجي مميز في وسط ولاية فيكتوريا بأستراليا) في عيد الحب في عام 1900، والتأثير اللاحق على المجتمع المحلي. حقق الفيلم نجاحًا تجاريًا وحاسمًا، وساعد في جذب الانتباه الدولي إلى الموجة السينمائية الأسترالية الجديدة الناشئة آنذاك.

## طاقم التمثيل

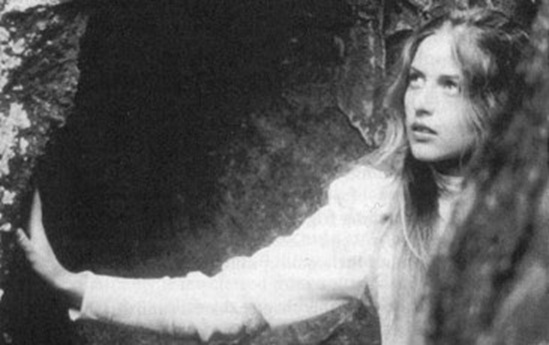
ان لويز لامبرت، في دور ميراندا سانت كلير.

- ان لويز لامبرت: في دور ميراندا سانت كلير
- راشيل روبرتس: في دور السيدة أبليارد
- دومينيك جارد: في دور مايكل فيتزهوبيرت
- هيلين مورس: في دور الآنسة دي بواتييه
- مارجريت نيلسون: في دور سارة وايبورن
- جون جارات: في دور ألبرت كروندال
- وين روبرتس: في دور الرقيب بامفير
- كارين روبسون: في دور إيرما ليوبولد
- كريستين شولر: في دور إديث هورتون
- جين فاليس: في دور ماريون كواد
- فيفيان جراي: في دور ملكة جمال ماكرو
- مارتن فوغان: في دور بن هاسي
- كريستي تشايلد: في دور ملكة جمال لوملي
- جاكي ويفر: في دور ميني
- فرانك جونيل: في دور السيد وايتهيد
- توني لويلين جونز: في دور توم
- جون فيجان: في دور الدكتور ماكنزي
- كاي تايلور: في دور السيدة بومفر
- بيتر كولينجوود: في دور العقيد فيتزهوبرت
- جاري ماكدونالد: في دور الكونستابل جونز
- أولغا ديكي: في دور السيدة فيتزهوبيرت
- جيني لوفيل: في دور بلانش[4]

## ملخص أحداث الفيلم
تستعد فتيات من كلية أبليارد الصارمة، تحت إشراف السيدة أبليارد الصارمة، لرحلة ميدانية إلى منطقة «هانجن روك»، التكوين البركاني المهيب بالقرب من جبل ماسيدون، تحت أشعة الشمس الحارقة، على خلفية يوم القديس فالنتين الحار في فيكتوريا في أوائل القرن العشرين.
تطلب ثلاثة طالبات، ميراندا وماريون وإيرما، إذنًا من السيدة أبليارد لاستكشاف الصخرة. يمر الوقت ويكتشف الجميع في وقت لاحق من ذلك اليوم، اختفاء الفتيات الثلاثة، والأمر الأكثر إزعاجًا، عندما تعود الفتاة الرابعة، إديث، وهي تصرخ، وتعلن اختفاء الآنسة مكرو المعلمة بالمدرسة، التي تختفي دون أن تترك أثرً. يبدو أن الفتيات الثلاثة والمعلمة قد تبخروا في الهواء. ما الذي حدث حقًا في شقوق صخور «هانجن روك».
تبدأ السلطات في بحث شامل عن المفقودين الأربعة، ويثير اختفائهم ردود فعل مختلفة من الأشخاص المعنيين. يعلن الشاب ميسور الحال مايكل فيتزوبيرت انه رأى، مع خادمه ألبرت، الفتيات الأربع يتسلقن الصخرة، ويشعر أنه مضطر للعثور عليهن. يبدو أن الآنسة أبليارد، على الرغم من قلقها بشأن سلامة المفقودين الأربعة، أكثر قلقاً بشأن المساس بسمعة المدرسة، التي يرتبط اسمها بها، والتأثير الذي قد يكون للفضيحة على مستقبلها وحياتها.

## استقبال الفيلم
حققت مبيعات شباك التذاكر 5.120.000 دولار في أستراليا. وهذا يعادل ما يقرب من 23.269.160 دولارًا أمريكيًا في عام 2016 بالدولار الأسترالي.
منح موقع الطماطم الفاسدة الفيلم تقييم مقداره 90% بناء على آراء 40 ناقدًا سينيمائياً، وكتب إجماع النقاد للموقع: «الفيلم ساحر للبصر، ومتقلب، ومقلق، وغامض، انه تحفة سينمائية أسترالية وانتصار مبكر كبير للمخرج بيتر وير»، ومنح موقع ميتاكريتيك الفيلم تقييم مقداره 81% بناء على آراء 15 ناقدًا سينيمائياً.
قال المخرج بيتر وير Peter Weir: «عندما عُرض الفيلم لأول مرة في الولايات المتحدة، انزعج الجمهور الأمريكي من حقيقة أن اللغز ظل دون حل... ألقى أحد الموزعين فنجان قهوته على الشاشة في نهاية العرض، لأنه أضاع ساعتين من حياته على لغز بدون حل لعين».
لاحظ الناقد فنسنت كانبي Vincent Canby رد الفعل هذا بين الجماهير في مقالته عن الفيلم عام 1979، حيث ناقش فيها عناصر الفيلم الفنية «الرومانسية والرعب الأسترالي»، وإن كان الفيلم ظهر بدون كليشيهات فيلم الرعب التقليدي.
حقق الفيلم نجاحًا كبيرًا، على الرغم من ذلك، حيث وصفه الناقد السينمائي الأمريكي روجر إيبرت بأنه «فيلم من الغموض المخيف والهستيريا الجنسية المدفونة»، وأشار إلى أنه «يوظف اثنتين من السمات المميزة للأفلام الأسترالية الحديثة: التصوير السينمائي الجميل والهوة بين المستوطنين من أوروبا وألغاز وطنهم القديم الجديد».
صرح كليف جرين الذي حول الكتاب إلى فيلم، في مقابلة أن «كتابة الفيلم وبعد ذلك من خلال إنتاجه، هل توقعت أنا أو أي شخص آخر أنه سيصبح الفيلم الأكثر شعبية في أستراليا؟ كنا نعلم دائمًا أنه سيكون جيدًا، ولكن بهذه الجودة؟ كيف يمكننا توقع ذلك؟».

## الجوائز والترشيحات
1. جوائز الأكاديمية الأسترالية لفنون السينما والتلفزيون AACTA Awards: ترشح لجوائز أفضل فيلم، وأفضل إخراج، وأفضل ممثلة.[14]
2. جائزة الجمعية البريطانية للمصورين British Society of Cinematographer Award: ترشح الفيلم لأفضل تصوير سينمائي.[15]
3. الأكاديمية البريطانية لفنون السينما والتلفزيون (بافتا BAFTA Award): ربح الفيلم جائزة التصوير السينمائي، وترشح لأفضل تصميم ملابس، وأفضل شريط صوتي.[16]
4. جوائز ساترن Saturn Award: ترشح لأفضل كتابة للسينما.[17]

## وصلات خارجية
- مقالات تستعمل روابط فنية بلا صلة مع ويكي بيانات

- Picnic at Hanging Rock at Oz Movies
- "Picnic at Hanging Rock Locations" - field guide to the locations used for filming at Hanging Rock, Victoria, Australia
- Picnic at Hanging Rock: What We See and What We Seem - an essay by ميغان أبوت at the Criterion Collection
- "Picnic" collection National Film and Sound Archive
- Picnic at Hanging Rock - includes bibliography